# Кабарнет
Кабарнет — город в провинции Рифт-Валли, Кения. Административный центр округа Баринго. В 2010 году население города составляло 10 132 человека. Располагается на восточной окраине долины Керио. 
Город-побратим — Хюрт, Германия.